# Ulrich von Hutten
Ulrich von Hutten (n. 21 aprilie 1488 - d. 29 august 1523) a fost un poet, cărturar, umanist și reformator religios german. Ulrich von Hutten a fost un adept al lui Martin Luther și un reformator protestant. 
A participat la disputa dintre umanismul Reformei și papalitate, imprimându-i un caracter național, concretizat în idealul unității germanilor. Ulrich von Hutten a pledat în favoarea Reformei.  Ulrich von Hutten a avut un rol important în Revolta Cavalerilor din perioada 1522 - 1523 împotriva Bisericii Catolice și împotriva Sfântului Imperiu Roman. 
A scris dialoguri polemice după modelul lui Lucian din Samosata și epistole satirice la adresa scolasticii.

## Scrieri
- 1517: Phalarismus
- 1519: Fortuna
- 1519: Febris
- 1520: Vadiscus
- 1529: Arminius
- 1517: Carticică de convorbiri ("Gesprächsbüchslein")
- 1517: Scrisorile unor bărbați obscuri ("Epistolæ obscurorum virorum").